# Oranjebrug (Amsterdam)
De Oranjebrug (brug 146) is een ophaalbrug in Amsterdam-Centrum.
De straat ligt in het verlengde van de Buiten en Binnen Oranjestraat, voert vervolgens over de Brouwersgracht en sluit dan net niet goed aan op de Willemsstraat. Dat laatste heeft te maken met dat die straat bij de aanleg van de brug en vernieuwingen een gracht was (Goudsbloemgracht). Balthasar Florisz. van Berckenrode tekende daarom in zijn kaart van 1625 twee bruggen in: een klein bruggetje over de Goutbloems Graft (die uiteraard na de demping daarvan verdween) en een lange brug over de Brouwers Graft. De brug leidde toen naar het noorden nog nergens naartoe; het gebied tussen Brouwersgracht en de huidige Haarlemmerstraat was nog onbebouwd op een enkel kavel na.
Beeldbank Amsterdam is in het bezit van een bouwtekening van een brug van rond 1711, toen hier een brug met drie doorvaarten onder gewelven werd gezet. De moderne geschiedenis van de brug begint in 1810. Een "nieuwe brug" werd ter bouw aangeboden met het "maken van twee nieuwe balans-gebinten, wippen, klappen of vallen". Die brug lag er niet lang. In februari 1832 werd er door de gemeente Amsterdam opnieuw aanbesteed: "Al de leverancien en arbeidsloonen, behoorende tot het vernieuwen van de Brug no.146". Men kon bieden na inzage van de papieren in het Noord-Hollandsch Koffiehuis, Het Vosje of bij de Stads Publieke Werken. De aannemer van die brug moest de opdracht uitvoeren onder leiding van stadsarchitect Jan de Greef, maar Jan Galman was de ontwerper, ook voor de verderop gelegen brug 148. Hij tekende een houten ophaalbrug, die het lang volhield, alhoewel zij in 1881 grondig gerepareerd moest worden, voertuigen mochten er een dag niet overheen.
In 1898 was de brug opnieuw aan vervangen toe; houten ophaalbruggen waren toen uit de mode; er moest een ijzeren ophaalbrug komen. Tijdens de werkzaamheden kon de brug voor scheepvaartverkeer nog gebruikt worden; in januari 1899 raakte een schipper nog met zijn lijf bekneld tussen schip en brug. In maart 1899 hield ook dat verkeer op; de val werd geplaatst. Op 13 april 1899 was de brug in zoverre klaar dat koningin Wilhelmina der Nederlanden met haar stoet over de brug kon trekken tijdens een uur durende rondrit in de stad. Het ontwerp voor deze brug is waarschijnlijk van de hand van Wichert Arend de Graaf, die een hele reeks ophaalbruggen kon plaatsen. De brug bestond/bestaat uit twee ijzeren aanbruggen en een beweegbaar middengedeelte. De brug ligt daarbij op twee opgemetselde pijlers die afgedekte zijn met natuursteen; hetzelfde geldt voor de landhoofden. De brug is voorzien van typisch 19e-eeuwse balustrades en leuningen. Opvallend daarin zijn de natuurstenen balusters op de pijler die alleen het brugdek draagt. Men vermoedt dat het enkel een versiering betreft, het nut heeft men er in een eeuw tijd niet bij gevonden. Het idee dat het een richtpunt voor schippers zou kunnen zijn, werd terzijde gelegd. Rond 1997 werd de brug met haar buurvrouw en zusje brug 148 gerenoveerd, nadat ze in 1995 tot gemeentelijk monument waren verklaard. Toenmalige wethouder Guusje ter Horst mocht de nieuwe brug openen. Het ijzer van ijzergieterij Penn & Bauduin uit Dordrecht bleef er onverschillig bij.

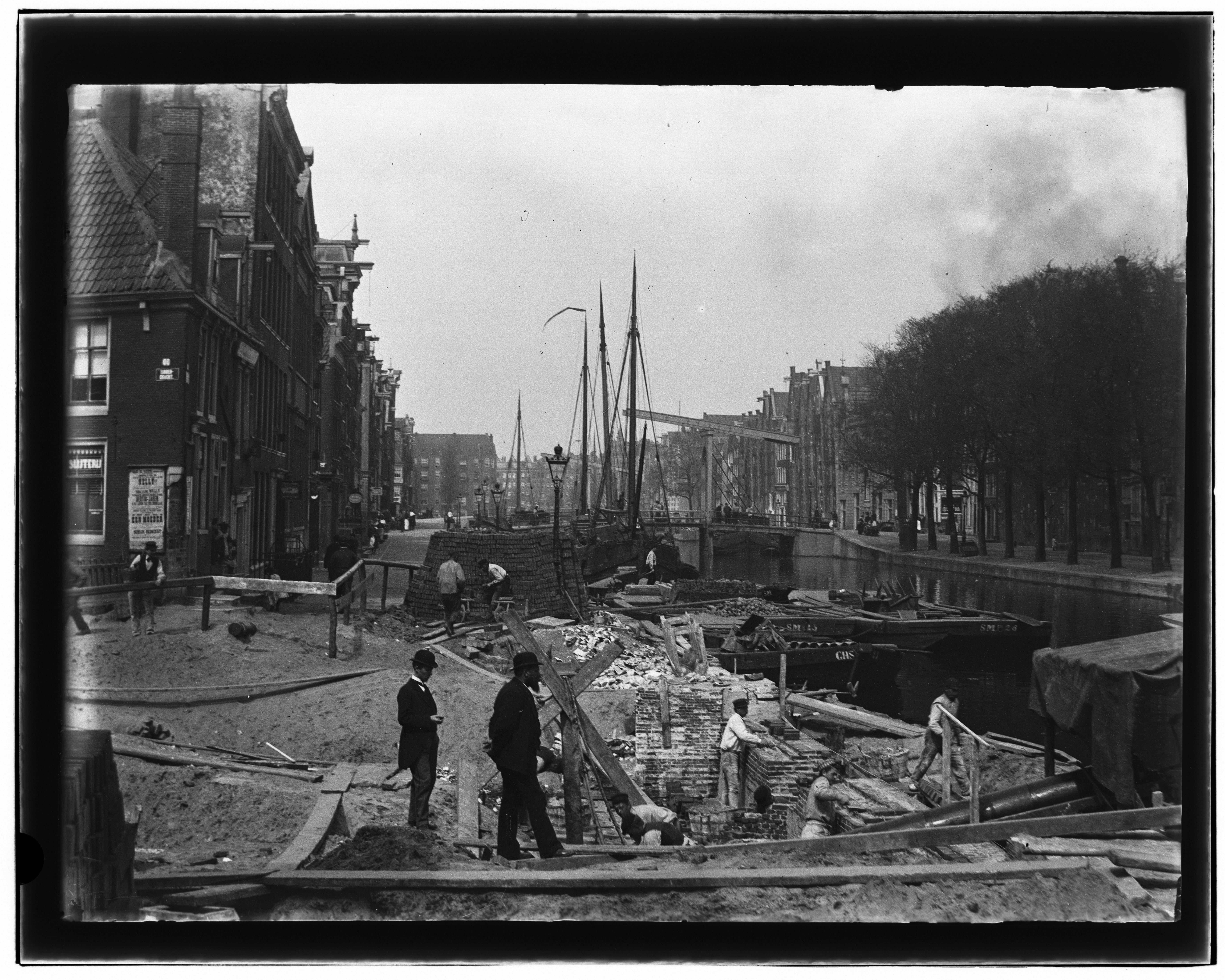
De houten ophaalbrug door Jacob Olie vastgelegd in 1896

<<< · 100 · 101 · 102 · 103 ·  105 · 106 · 107 · 108 · 109 ·  110 · 111 · 112 · 113 · 114 · 115 · 116 · 117 · 118 · 119 · 120 · 121 · 122 · 123 · 124 · 125 · 126 · 127 · 128 · 129 · 130 · 131 · 132 · 135 · 136 · 137 · 138 · 139 · 140 · 141 · 142 · 143 · 144 · 145 · 146 · 147 · 148 · 149 ·  150 · 151 · 152 · 155 · 156 · 159 · 160 · 161 · 162 · 163 · 164 · 165 · 166 · 167 · 168 · 169 ·  170 · 171 · 172 · 173 · 174 · 175 · 176 · 177 · 178 · 179 · 180 · 181 · 182 · 183 · 184 · 185 · 186 · 187 · 189 · 190 · 191 · 192 · 193 · 194 · 195 · 196 · 198 · 199 · >>>
Brugnummers 104, 133, 134, 153, 154, 157, 158, 188 en 197 zijn niet (meer) in gebruik.